# ホルブルック駅 (LIRR)

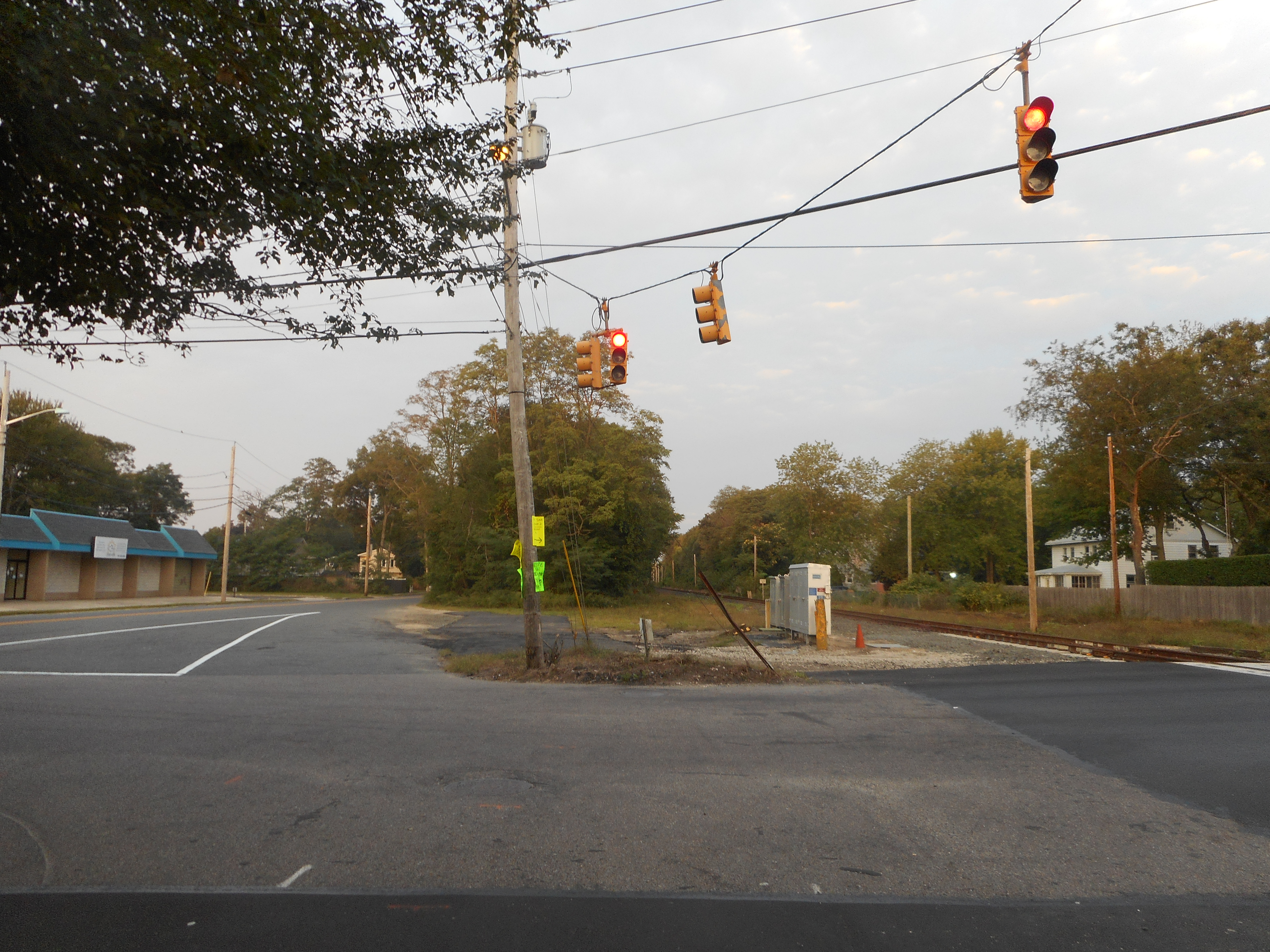
駅跡

ホルブルック駅（英: Holbrook）とはかつて存在したロングアイランド鉄道 (LIRR) のグリーンポート支線の駅である。その駅は1907年ごろに最初に開業し、1962年6月に閉鎖されたが、屋根付きの小屋 (sheltered shed) は1970年までの間残った。この駅はロンコンコマ駅とホルツヴィル駅の間、ニューヨーク州ホルブルックのコーツ・アベニュー (Coates Avenue) 上にあり、現在のロンコンコマ操車場のほぼ近くである。